# رشته حفاری

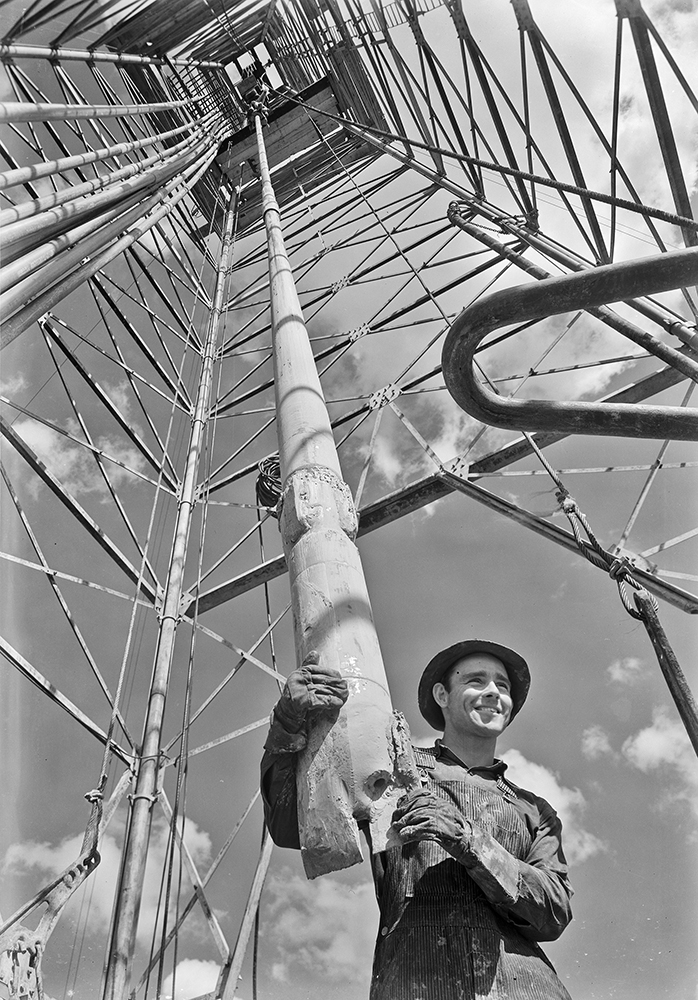
یک کارگر درحال حمل یک رشته حفاری

رشتهٔ حفاری (انگلیسی: Drill string) یا رشته‌های حفاری، لوله‌های استوانه‌ای شکل و از اجزای تشکیل دهندهٔ دکل حفاری‌اند که دارای طولی در حدود ۳۰ فوت هستند. در مکانیسم حفاری، ابتدا ۳ رشتهٔ حفاری به هم پیوند می‌خورند که به آن‌ها یک استند گفته می‌شود؛ سپس استندها به درون چاه فرستاده می‌شوند.